# Rajd Koszyc 2024
50. Rajd Koszyce (50. Garrett Rally Košice) – 50. edycja Rajdu Koszyce. To rajd samochodowy, który rozegrano w dniach 12–14 lipca 2024 roku. Bazą rajdu było miasto Koszyce. była to czwarta runda rajdowych samochodowych mistrzostw Polski w roku 2024 oraz również czwarta runda rajdowych mistrzostw Słowacji w roku 2024.

## Lista zgłoszeń
Poniższa lista spośród 62 zgłoszonych zawodników obejmuje tylko zawodników startujących samochodami grupy R5 i niektórych z grupy 11.
| Nr | Kierowca            | Pilot             | Zespół                    | Samochód               | Klasa | Klasyfikacja     |
| -- | ------------------- | ----------------- | ------------------------- | ---------------------- | ----- | ---------------- |
| 1  | Jaroslav Melichárek | Erik Melichárek   | Melico Racing             | Ford Fiesta RS WRC     | 11    | Slovakia         |
| 2  | Grzegorz Grzyb      | Adam Binięda      |                           | Škoda Fabia Rally2 evo | 2     | Poland, Slovakia |
| 3  | Jarosław Szeja      | Marcin Szeja      | GK Forge Lotto Rally Tea  | Škoda Fabia Rally2 evo | 2     | Poland           |
| 5  | Łukasz Byśkiniewicz | Daniel Siatkowski |                           | Škoda Fabia Rally2 evo | 2     | Poland           |
| 7  | Robert Kolčák       | Julius Lapdavský  | Chooligan Racing Team     | Škoda Fabia RS Rally2  | 2     | Slovakia         |
| 8  | Jakub Matulka       | Daniel Dymurski   |                           | Škoda Fabia Rally2 evo | 2     | Poland           |
| 9  | Vlastimil Majerčák  | Jakub Slovák      | pt PETROLTRANS Rally Team | Ford Fiesta Rally2     | 2     | Slovakia         |
| 10 | Zbigniew Gabryś     | Damian Syty       |                           | Škoda Fabia RS Rally2  | 2     | Poland, Slovakia |
| 11 | Marek Špavelko      | Matúš Lejko       | Spavo Racing              | Ford Fiesta R5         | 2     | Slovakia         |
| 12 | Jakub Ulanowski     | Rafał Fiołek      |                           | Hyundai i20 R5         | 2     | Poland           |
| 14 | Michał Tochowicz    | Piotr Białowąs    |                           | Citroën C3 Rally2      | 2     | Poland           |
| 15 | Rafał Kwiatkowski   | Kamil Kozdroń     | Rallytechnology           | Škoda Fabia Rally2 evo | 2     |                  |
| 16 | Tomáš Fusko         | Imrich Ferencz    | Motorsport Dobšiná        | Škoda Fabia S2000      | 2     | Slovakia         |

## Zwycięzcy odcinków specjalnych[2]
| Dzień  | Numer odcinka | Nazwa odcinka | Długość  | Zwycięzca odcinka   | Samochód               | Czas    | Lider rajdu         |
| ------ | ------------- | ------------- | -------- | ------------------- | ---------------------- | ------- | ------------------- |
| 13 VII | OS1           | Izra 1        | 9,40 km  | Grzegorz Grzyb      | Škoda Fabia Rally2 evo | 4:49.8  | Grzegorz Grzyb      |
| 13 VII | OS2           | Bogota 1      | 18,70 km | Grzegorz Grzyb      | Škoda Fabia Rally2 evo | 10:26.8 | Grzegorz Grzyb      |
| 13 VII | OS3           | Izra 2        | 9,40 km  | Grzegorz Grzyb      | Škoda Fabia Rally2 evo | 4:50.2  | Grzegorz Grzyb      |
| 13 VII | OS4           | Bogota 2      | 18,70 km | Jakub Matulka       | Škoda Fabia Rally2 evo | 10:13.8 | Zbigniew Gabryś     |
| 13 VII | OS5           | Optima        | 4,60 km  | Łukasz Byśkiniewicz | Škoda Fabia Rally2 evo | 3:28.1  | Zbigniew Gabryś     |
| 14 VII | OS6           | Herľany 1     | 13,10 km | Grzegorz Grzyb      | Škoda Fabia Rally2 evo | 7:26.1  | Jaroslav Melichárek |
| 14 VII | OS7           | Regeta 1      | 18,70 km | Jaroslav Melichárek | Ford Fiesta RS WRC     | 10:18.4 | Jaroslav Melichárek |
| 14 VII | OS8           | Herľany 2     | 13,10 km | Jaroslav Melichárek | Ford Fiesta RS WRC     | 7:23.7  | Jaroslav Melichárek |
| 14 VII | OS9           | Ružín 2       | 6,65 km  | Grzegorz Grzyb      | Škoda Fabia Rally2 evo | 10:11.1 | Jakub Matulka       |

### Power Stage – OS9[3]
| Miejsce | Kierowca            | Pilot             | Samochód               | Czas/Strata | Punkty |
| ------- | ------------------- | ----------------- | ---------------------- | ----------- | ------ |
| 1       | Grzegorz Grzyb      | Adam Binięda      | Škoda Fabia Rally2 evo | 10:11.1     | 5      |
| 2       | Jakub Matulka       | Daniel Dymurski   | Škoda Fabia Rally2 evo | +7.5        | 4      |
| 3       | Zbigniew Gabryś     | Damian Syty       | Škoda Fabia RS Rally2  | +11.7       | 3      |
| 4       | Łukasz Byśkiniewicz | Daniel Siatkowski | Škoda Fabia Rally2 evo | +21.2       | 2      |
| 5       | Jarosław Szeja      | Marcin Szeja      | Škoda Fabia Rally2 evo | +29.0       | 1      |

## Klasyfikacja generalna
Dodatkowe punkty w klasyfikacji RSMP są przyznawane za ostatni odcinek specjalny – Power Stage.
| Miejsce                | Kierowca               | Pilot                  | Samochód                   | Czas                   | Strata                 | Grupa                  | Punkty                 |
| Klasyfikacja generalna | Klasyfikacja generalna | Klasyfikacja generalna | Klasyfikacja generalna     | Klasyfikacja generalna | Klasyfikacja generalna | Klasyfikacja generalna | Klasyfikacja generalna |
| ---------------------- | ---------------------- | ---------------------- | -------------------------- | ---------------------- | ---------------------- | ---------------------- | ---------------------- |
| 1                      | Jakub Matulka          | Daniel Dymurski        | Škoda Fabia Rally2 evo     | 1:10:04.7              | –                      | 2                      |                        |
| 2                      | Zbigniew Gabryś        | Damian Syty            | Škoda Fabia RS Rally2      | 1:10:07.1              | +2.4                   | 2                      |                        |
| 3                      | Jarosław Szeja         | Marcin Szeja           | Škoda Fabia Rally2 evo     | 1:11:01.7              | +57.0                  | 2                      |                        |
| 4                      | Jaroslav Melichárek    | Erik Melichárek        | Ford Fiesta RS WRC         | 1:11:03.0              | +58.3                  | 11                     |                        |
| 5                      | Łukasz Byśkiniewicz    | Daniel Siatkowski      | Škoda Fabia Rally2 evo     | 1:11:41.0              | +1:36.3                | 2                      |                        |
| 6                      | Vlastimil Majerčák     | Jakub Slovák           | Ford Fiesta Rally2         | 1:13:37.2              | +3:32.5                | 2                      |                        |
| 7                      | Marek Špavelko         | Matúš Lejko            | Ford Fiesta R5             | 1:14:03.0              | +3:58.3                | 2                      |                        |
| 8                      | Grzegorz Grzyb         | Adam Binięda           | Škoda Fabia Rally2 evo     | 1:15:10.5              | +5:05.8                | 2                      |                        |
| 9                      | Patrik Magyar          | Adriána Marinecová     | Ford Fiesta Rally4         | 1:15:14.6              | +5:09.9                | 6                      |                        |
| 10                     | Tomáš Fusko            | Imrich Ferencz         | Škoda Fabia S2000          | 1:15:36.3              | +5:31.6                | 2                      |                        |
| Klasyfikacja RSMP      |                        |                        |                            |                        |                        |                        |                        |
| 1                      | Jakub Matulka          | Daniel Dymurski        | Škoda Fabia Rally2 evo     | 1:10:04.7              | –                      | 2                      | 30+4                   |
| 2                      | Zbigniew Gabryś        | Damian Syty            | Škoda Fabia RS Rally2      | 1:10:07.1              | +2.4                   | 2                      | 24+3                   |
| 3                      | Jarosław Szeja         | Marcin Szeja           | Škoda Fabia Rally2 evo     | 1:11:01.7              | +57.0                  | 2                      | 21+1                   |
| 4                      | Łukasz Byśkiniewicz    | Daniel Siatkowski      | Škoda Fabia Rally2 evo     | 1:11:41.0              | +1:36.3                | 2                      | 19+2                   |
| 5                      | Grzegorz Grzyb         | Adam Binięda           | Škoda Fabia Rally2 evo     | 1:15:10.5              | +5:05.8                | 2                      | 17+5                   |
| 6                      | Szymon Talik           | Michał Trela           | Subaru Impreza WRX STi 4 D | 1:17:56.3              | +7:51.6                | NAT2                   | 15                     |
| 7                      | Sebastian Butyński     | Paweł Pochroń          | Renault Clio Rally4        | 1:17:56.9              | +7:52.2                | 4                      | 13                     |
| 8                      | Błażej Gazda           | Maciej Mikuliszyn      | Peugeot 208 Rally4         | 1:17:59.9              | +7:55.2                | 4                      | 11                     |
| 9                      | Piotr Piesko           | Mateusz Kacprzak       | Peugeot 208 R2             | 1:19:28.4              | +9:23.7                | 4R2                    | 9                      |
| 10                     | Adam Rachfał           | Sławomir Leja          | Peugeot 208 R2             | 1:19:57.3              | +9:52.6                | 4R2                    | 7                      |
| 11                     | Mateusz Maj            | Piotr Wieczorek        | Subaru Impreza STi N14     | 1:22:09.6              | +12:04.9               | NAT2                   | 5                      |
| 12                     | Jacek Januchta         | Marta Matuszczyk       | Citroën C2 R2              | 1:22:16.5              | +12:11.8               | NAT4                   | 4                      |
| 13                     | Hubert Laskowski       | Michał Kuśnierz        | Ford Fiesta Rally4         | 1:26:26.8              | +16:22.1               | 4                      | 3                      |
| 14                     | Łukasz Papaj           | Krzysztof Święcicki    | Renault Clio III Sport     | 1:26:37.5              | +16:32.8               | NAT4                   | 2                      |
| 15                     | Krzysztof Stańdo       | Krzysztof Janik        | Opel Adam R2               | 2:09:36.8              | +59:32.1               | 4R2                    | 1                      |

## Klasyfikacja kierowców RSMP 2024 po 4. rundach
Punkty otrzymuje 15 pierwszych zawodników, którzy ukończą rajd według klucza:
| Miejsce | 1  | 2  | 3  | 4  | 5  | 6  | 7  | 8  | 9 | 10 | 11 | 12 | 13 | 14 | 15 |
| Punkty  | 30 | 24 | 21 | 19 | 17 | 15 | 13 | 11 | 9 | 7  | 5  | 4  | 3  | 2  | 1  |

Dodatkowe punkty zawodnicy zdobywają za ostatni odcinek specjalny zwany Power Stage, punktowany: za zwycięstwo – 5, drugie miejsce – 4, trzecie – 3, czwarte – 2 i piąte – 1 punkt.
| Miejsce | 1 | 2 | 3 | 4 | 5 |
| Punkty  | 5 | 4 | 3 | 2 | 1 |

W tabeli uwzględniono miejsce, które zajął zawodnik w poszczególnym rajdzie, a w indeksie górnym umieszczono miejsce zajęte na ostatnim, dodatkowo punktowanym odcinku specjalnym tzw. Power Stage.
| Poz. | Kierowca            | Świdnicki | Nadwiślański | Małopolski | Koszyc | Rzeszowski | Wisły | Śląska | Suma punktów |
| ---- | ------------------- | --------- | ------------ | ---------- | ------ | ---------- | ----- | ------ | ------------ |
| 1    | Grzegorz Grzyb      | 23        | 12           | 2          | 51     |            |       |        | 111          |
| 2    | Jarosław Szeja      | 42        | 3            | 14         | 35     |            |       |        | 101          |
| 3    | Jakub Matulka       | 34        | 21           | 221        | 12     |            |       |        | 87           |
| 4    | Zbigniew Gabryś     | 65        | 5            | 43         | 23     |            |       |        | 83           |
| 5    | Łukasz Byśkiniewicz | 5         | 10           | 5          | 4      |            |       |        | 62           |
| 6    | Jarosław Kołtun     |           | 6            | 31         |        |            |       |        | 41           |
| 7    | Jacek Sobczak       | 7         | 7            | 6          |        |            |       |        | 41           |
| 8    | Mikołaj Marczyk     | 1         |              |            |        |            |       |        | 35           |
| 9    | Łukasz Kotarba      | 8         | 4            | NU         |        |            |       |        | 32           |
| 10   | Hubert Kowalczyk    | 10        | 8            | 7          | NU     |            |       |        | 31           |
| 11   | Hubert Laskowski    | 12        | 11           | 8          | 13     |            |       |        | 23           |
| 12   | Michał Chorbiński   | 13        | 12           | 9          |        |            |       |        | 16           |
| 13   | Szymon Talik        | 16        | NU           | 17         | 6      |            |       |        | 15           |
| 14   | Błażej Gazda        | 15        | 15           | 14         | 8      |            |       |        | 15           |
| 15   | Sebastian Butyński  |           | 17           | NU         | 7      |            |       |        | 13           |
| 16   | Kajetan Świder      |           | 13           | 10         |        |            |       |        | 10           |
| 17   | Piotr Piesko        | 23        |              | 19         | 9      |            |       |        | 9            |
| 18   | Jakub Ulanowski     | NU        | 9            |            | NU     |            |       |        | 9            |
| 19   | Piotr Krotoszyński  | 9         |              |            |        |            |       |        | 9            |
| 20   | Adam Rachfał        | 18        |              | 15         | 10     |            |       |        | 8            |
| 21   | Mateusz Maj         |           | 18           | NU         | 11     |            |       |        | 5            |
| 22   | Michał Tochowicz    | 11        |              | NU         | NU     |            |       |        | 5            |
| 23   | Adam Sroka          |           |              | 11         |        |            |       |        | 5            |
| 24   | Marcin Kowal        | 21        | 16           | 12         |        |            |       |        | 4            |
| 25   | Jacek Januchta      | 17        | 22           | 24         | 12     |            |       |        | 4            |
| 26   | Patryk Grodzki      | 14        | 14           | NU         |        |            |       |        | 4            |
| 27   | Marcin Górny        |           |              | 13         |        |            |       |        | 3            |
| 28   | Łukasz Papaj        | 20        | 20           | 20         | 14     |            |       |        | 2            |
| 29   | Krzysztof Stańdo    | NU        | 21           | 16         | 15     |            |       |        | 1            |
| Poz. | Kierowca            | Świdnicki | Nadwiślański | Małopolski | Koszyc | Rzeszowski | Wisły | Śląska | Suma punktów |